# Іоїль Труцевич
Іоїль Труцевич (помер в 1655 році) — перший ігумен Кутеїнського монастиря у місті Орша.

## Життєпис
Народився на Могильовщині. Батьків звали Андрій і Стефаніда. Був у Богоявленському православному братстві Могильова. Перший настоятель Богоявленського Кутеїнського чоловічого монастиря (1623—1654), призначений на посаду ігумена в липні 1635 року митрополитом Київським Петром Могилою. У 1628 році взяв участь у Київському соборі, на якому були засуджені уніатські погляди архієпископа Мелетія Смотрицького. Активно займався відновленням православного чернецтва Великого князівства Литовського, що знаходилося через гоніння від католиків в занепаді.
Зібрав в монастирі вчене братство, влаштував друкарню, братську школу, старече керівництво, ремісничі майстерні, влаштував за сприяння благодійників цілу групу монастирів: Оршанський Успенський жіночий (1631 р.), Буйницький Свято-Духів чоловічий (1633 р.), Барколабовський жіночий (1641 р), Тупічевський Свято-Духів чоловічий (1641 р.) та інших. Під його керівництвом знаходилося близько 200 ченців братів. Всього під його наглядом в різних монастирях знаходилося близько 800 ченців.
У зв'язку з військовими діями між Московським царством і Річчю Посполитою, в кінці 1654 року/на початку 1655 року був евакуйований з частиною братства в Валдайський Іверський чоловічий монастир, однак помер на початку 1655 р. дорогою в містечку Болдіно (Смоленська земля).
Згідно із заповітом похований на паперті соборного храму Іверського чоловічого монастиря на о. Валдай.
Склав передмови до виданих в Кутеїнському монастирі «брашна Духовному» (1639), «Трефології» (+1647), «діоптрій» (1651), «Псалтиря і Нового Завіту» (1652) і до «Лексикону» Памви Беринди (1653).